# Señorita
Pour les articles homonymes, voir Señorita (homonymie).

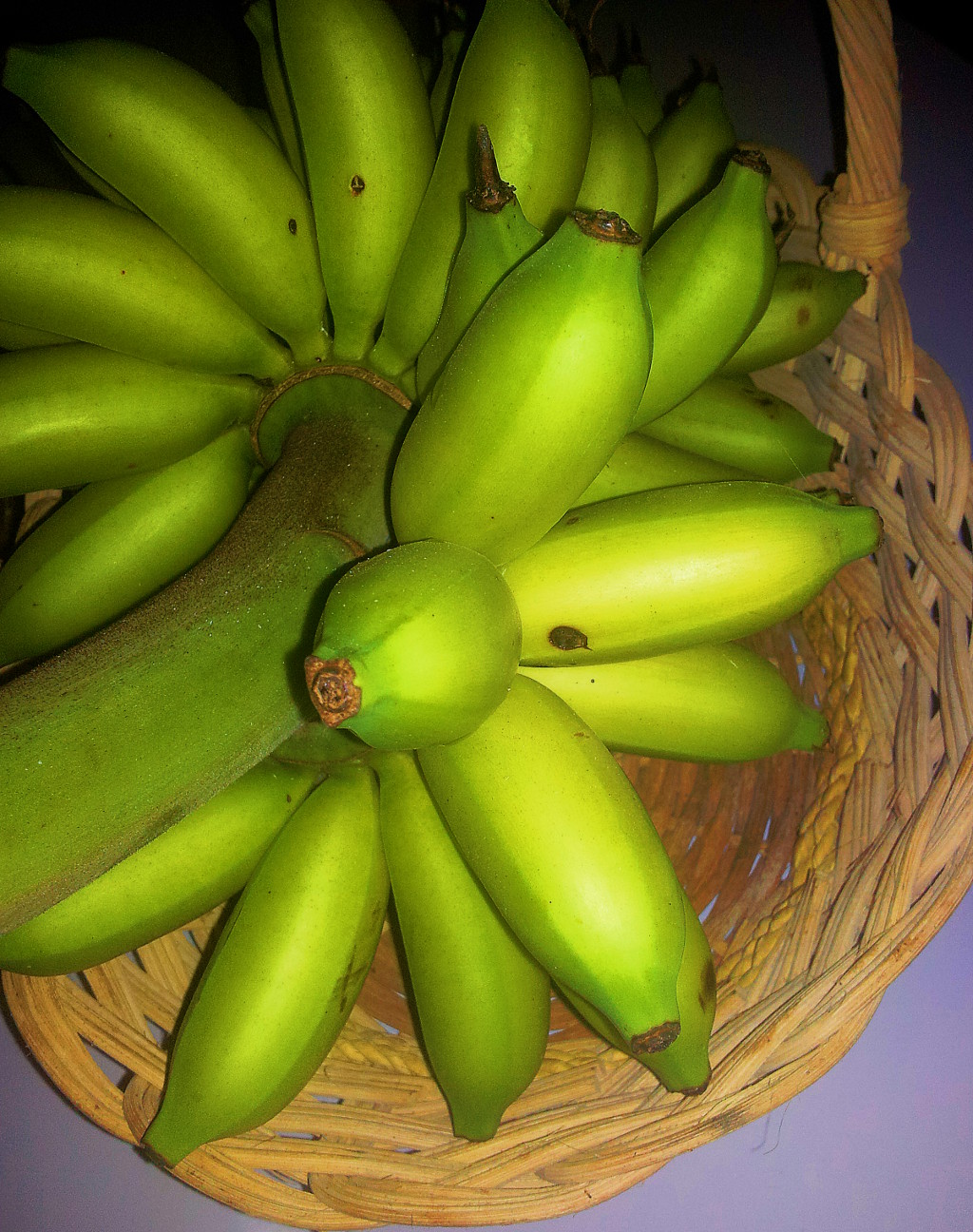
Musa acuminata 'Señorita'.

Señorita (connu aussi sous les noms de 'Monkoy', 'Cariñosa' ou 'Cuarenta Dias') est un cultivar diploïde d'un bananier de l'espèce Musa acuminata, originaire des Philippines.  
Il produit de très petites bananes robustes qui, comme toutes les bananes provenant de cultivars du groupe AA, sont connues pour être extrêmement sucrées.

## Taxinomie
La bananier 'Señorita' est un cultivar diploïde (AA) de Musa acuminata, espèce de bananier sauvage à graines. Son nom accepté complet est Musa acuminata (Groupe AA ) 'Señorita'. 
Aux Philippines, il est connu sous les noms de 'Monkoy', 'Sarot-sut', 'Cariños' ou 'Cariñosa', 'Arnibal' ou 'Inarnibal' dans le Negros Occidental (littéralement « sirop » en langue Hiligaïnon), et 'Lunsuranon' au Surigao. 
il est aussi connu sous le nom de 'Pisang Lampung' en Indonésie,.
Il est aussi couramment appelé 'Quarante jours' ('Cuarenta Dias' en filipino/espagnol,  'Pisang Empat Puluh Hari' en malaisien),, en référence au délai moyen entre la floraison et la mise à fruits de ce cultivar.

## Description
Les bananiers 'Señorita' sont parmi les plus petits des cultivars de bananiers, croissant jusqu'à une hauteur de 2,44 m seulement, avec une circonférence du pseudo-tronc de 42 cm à 1 m.
Le pseudo-tronc est vert et brillant avec une couleur sous-jacente rose-violet. 
Les feuilles sont très cireuses avec des pétioles qui sont parfois bordés de rose-violet à rouge. 
L'inflorescence pend verticalement avec des bractées rouge-pourpre qui sont jaunes ou vertes sur la face intérieure. Les fleurs mâles sont de couleur jaune et sont persistantes. 
La plante commence à fleurir environ 231 jours après la plantation. 
La période de la floraison à la récolte est de 54 jours (d'où son nom commun aux Philippines de « Cuarentadias »).
Les fruits, qui mesurent 85 mm de long sur 34 mm de large, sont droits avec une section transversale arrondie et un sommet en goulot de bouteille. Ils sont de couleur vert clair, virant au jaune clair à maturité. La peau est très fine et se fissure facilement quand ils sont trop mûrs, ils ont aussi tendance à casser les tiges d'eux-mêmes quand ils sont mûrs.

## Utilisation
Les fruits des bananiers 'Señorita' ne sont pas aussi communs que les bananes 'Lacatan' et 'Latundan' comme bananes dessert aux Philippines, mais ils sont toujours très appréciés pour leur goût exceptionnellement sucré et leur chair douce et crémeuse.
Ils sont rarement cultivées en grandes quantités en raison de leur vulnérabilité aux maladies et on les trouve donc plus fréquemment en vente dans de petits comptoirs de produits agricoles. Ce sont des cadeaux populaires pour les touristes qui visitent les zones rurales aux Philippines. 
On les consomme presque toujours frais, car il est difficile de les stocker ou de les transporter sur de longues distances à cause de leur relative fragilité. Ils sont également rarement transformés ou cuisinés.